# 얄개전
"얄개전"은 한국에서 제작된 정승문 감독의 1965년 영화이다. 김승호 등이 주연으로 출연하였고 홍성칠 등이 제작에 참여하였다.

## 출연

### 주연
- 김승호
- 주연
- 안성기

## 수상
- 정승문: 청룡영화상 - 특별상(신인감독)

## 기타
- 원작자: 조흔파
- 조명: 이영수
- 미술: 홍성칠